# Alphonse Martell
Pour les articles homonymes, voir Martell (homonymie).
Alphonse Martell (né le 27 mars 1890 à Strasbourg, Empire allemand, et mort le 18 mars 1976 à San Diego, États-Unis) est un acteur.

## Biographie
Alphonse Martell interpréta beaucoup de rôles de Français dans le cinéma américain et réalisa un film, Gigolettes of Paris.

## Filmographie partielle
- 1928 : L'Arche de Noé
- 1928 : Intrigues
- 1933 : Le Chant du Nil
- 1933 : Une nuit seulement
- 1933 : Deux Femmes
- 1934 : Le Chat noir
- 1934 : Student Tour de Charles Reisner
- 1934 : Le Monde en marche
- 1935 : Un drame au casino (The Casino Murder Case)
- 1936 : Le Mort qui marche
- 1937 : L'Homme qui terrorisait New York (King of Gamblers) de Robert Florey
- 1939 : L'Irrésistible Monsieur Bob
- 1940 : Les Tuniques écarlates
- 1942 : Give Out, Sisters d'Edward F. Cline
- 1944 : Le Masque de Dimitrios
- 1948 : La Belle imprudente
- 1950 : La Scandaleuse Ingénue
- 1952 : Les Neiges du Kilimandjaro
- 1952 : The Story of Will Rogers de Michael Curtiz
- 1954 : Un grain de folie